# Kastronisia
Kastronisia är ett ö-par i Grekland, bestående av två små, obebodda öar. De ligger strax norr om Skiathos i ögruppen Sporaderna och regionen Thessalien, i den östra delen av landet, 140 km norr om huvudstaden Aten.